# Sepulcro do Largo Talamo

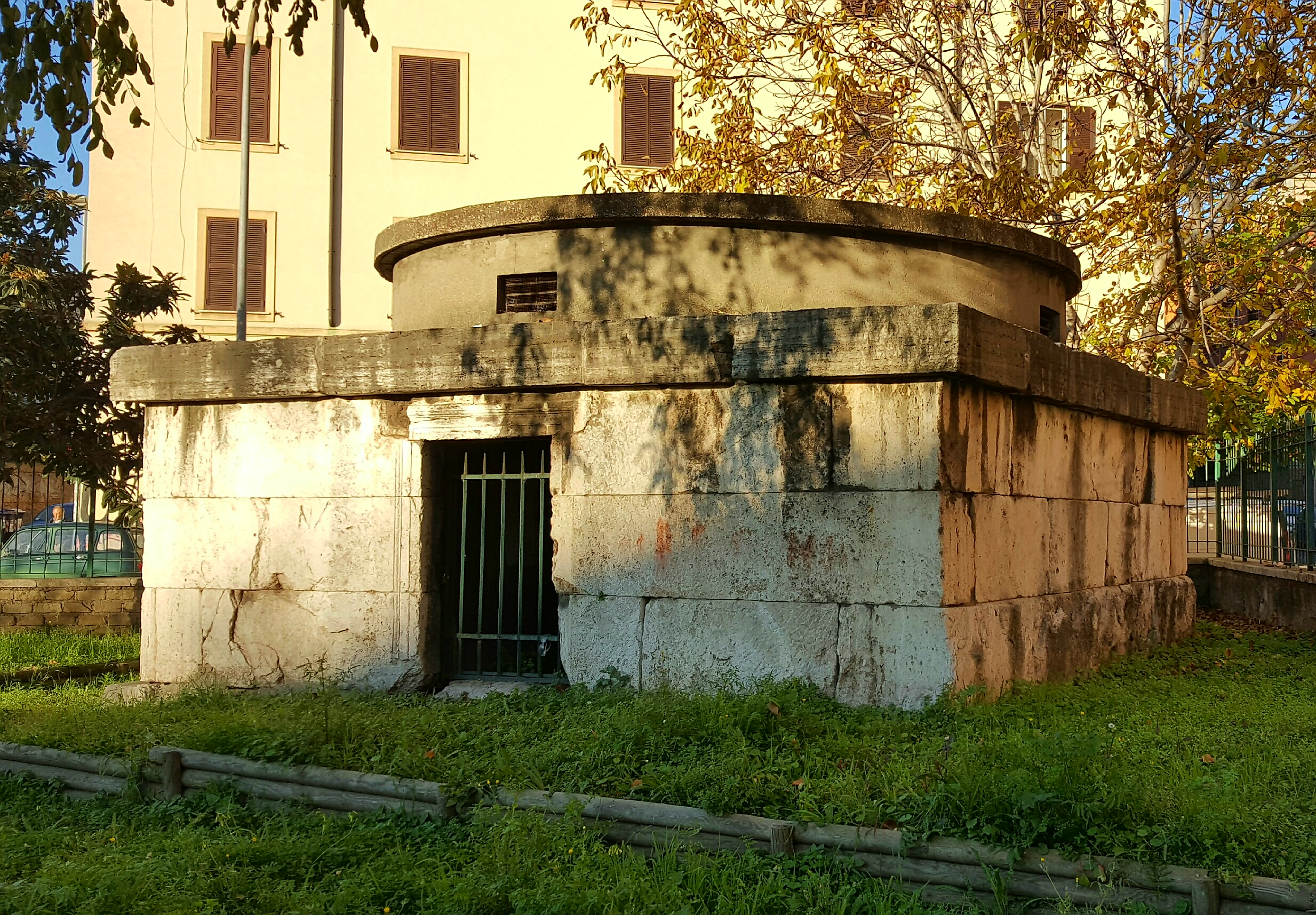
Sepulcro do Largo Talamo em sua posição atual.

Sepulcro do Largo Talamo, conhecido também como Mausoléu dos Pompônios, é um antigo monumento funerário romano localizado no Largo Eduardo Talamo, na esquina entre a Via dello Scalo San Lorenzo e a Via dei Sardi, no moderno quartiere Tiburtino de Roma, a cerca de cinco metros de profundidade.

## História
Este monumento ficava na antiga Via Collatina, que iniciava na Porta Tiburtina, que seguia por um percurso bem definido até o século XX a partir do Vicolo di Malabarba. O primeiro trecho desta via é hoje reconhecível no interior do bairro de San Lorenzo, na diagonal da Via dei Falisci - Largo degli Osci - Via degli Apuli, ao longo da qual os palácios eram construídos antes que fosse aplicado um plano regulador em 1909.
Originalmente, os grande blocos paralelepípedos revestidos de travertino escondiam uma câmara circular em opus reticulatum. Numa planta quadrada, com 5,90 metros de lado e 2,70 de altura, provavelmente se erquia acima de um tambor uma cúpula da qual se conserva apenas um fragmento da cornija e parte de uma laje esculpida com motivos vegetais. Ao longo da fachada de frente para a rua estavam duas inscrições com as dimensões do próprio monumento: à direita, "IN AGR(O) P(EDES) XX, a sinistra IN FR(ONS) P(EDES) XXXII" ("profundidade, 20 pés, largura, 32 pés"). Esta última medida compreendia um átrio que abrigava uma escala ao lado da entrada. Sob as lajes com as inscrições está uma faixa decorada com feixes terminados em patas de leão. 
A câmara principal estava completamente enterrada havia, no centro do piso, um poço circular para onde escorria a água, coberto por uma laje de travertino. Quando descoberto, todo o mausoléu estava enterrado e havia outros edificios posteriores encostados e sobre ele, provavelmente o resultado de uma elevação do nível da rua realizado no século III a.C.. A parede interna era dividida em quatro pelas pilastras alternadas por quatro reentrâncias nas quais estava um banco contínuo. As pilastras eram revestidas de gesso branco com detalhes vermelhos, ao passo que as reentrâncias estavam decoradas, sobre um fundo vermelho destruído, por grandes diamantes. A faixa superior era composta por uma série de motivos florais que saíam de uma fita com pequenos quadrados com um ponto no centro. No centro das reentrâncias estavam nichos que abrigavam dois sarcófagos e um esqueleto.
Entre os objetos recuperados nas escavações se destaca um pequeno altar (em latim: ara) com uma inscrição dedicatória da família Pompônia, proprietária do sepulcro. O edifício tem uma forma típica do século I e artefatos atestam que estava em uso pelo menos até o século III. Nas paredes do revestimento foram encontrados algumas estampas de tijolos da época de Cômodo (r. 180-193), uma outra do período entre 198 e 212 e uma terceira dos anos 205 a 212. 
Em 13 de julho de 1943, o sepulcro foi atingido durante o bombardeio de San Lorenzo e, apesar dos grandes danos, foi remontado no pós-guerra num local a cerca de 150 metros do original no formato conhecido atualmente.